# نووتون
نووتون (انگلیسی: Nuvoton) شرکت الکترونیک تایوانی است، که در سال ۲۰۰۸ تأسیس شد.